# The Making of Pump
Pour plus de détails, voir Fiche technique et Distribution.
The Making of Pump est une vidéo documentaire de 110 minutes parue chez Sony Music Video en 1990.

## Synopsis
Le film retrace les sessions d'enregistrement de l'album Pump.

## Fiche technique
- Titre : The Making of Pump
- Réalisation : Martin Torgoff
- Scénario : Martin Torgoff
- Montage : Peter Theodoss
- Pays :  États-Unis
- Genre : Documentaire
- Durée : 110 minutes
- Dates de sortie : 
  -  États-Unis : 9 octobre 1990

## Titres finalisés
1. The Other Side
2. What It Takes

## Musiciens
- Steven Tyler : chant, piano
- Joe Perry : guitares
- Brad Whitford : guitares
- Tom Hamilton : basse
- Joey Kramer : batterie